# Arangeł
Arangeł (maced. Арангел, alb. Arangjeli) – wieś w Macedonii Północnej, administracyjnie należy do gminy Osłomej.

## Skład etniczny
- Albańczycy = 708
- inni = 1